# (2119) Schwall
(2119) Schwall (1930 QG) – planetoida z pasa głównego asteroid okrążająca Słońce w ciągu 3,38 lat w średniej odległości 2,25 au. Odkryta 30 sierpnia 30 roku.